# كرايغ كيلي
كرايغ كيلي (بالإنجليزية: Craig Kelly)‏  (و. 1966 – 2003 م) هو متزلج على الثلوج، من الولايات المتحدة الأمريكية، توفي في ريفيلستوك، كولومبيا البريطانية، عن عمر يناهز 37 عاماً.